# 1908年
1908年（1908 ねん）は、西暦（グレゴリオ暦）による、水曜日から始まる閏年。明治41年。

## 他の紀年法
- 干支 : 戊申
- 日本（月日は一致）
  - 明治41年
  - 皇紀2568年
- 中国
  - 清 : 光緖33年11月28日 - 光緖34年12月9日
- 朝鮮（月日は一致）
  - 大韓帝国・隆熙2年
  - 檀紀4241年
- ベトナム
  - 阮朝 : 維新元年11月28日 - 維新2年12月9日
- 仏滅紀元：2450年閏9月12日 - 2451年10月9日
- ヒジュラ暦（イスラム暦）：1325年11月27日 - 1326年12月7日
- ユダヤ暦：5668年4月27日 - 5669年4月7日
- 修正ユリウス日(MJD)：17941 - 18306
- リリウス日(LD)：118782 - 119147

※檀紀は、大韓民国で1948年に法的根拠を与えられたが、1962年からは公式な場では使用されていない。

## カレンダー
| 1月 |    |    |    |    |    |    |
| 日  | 月 | 火 | 水 | 木 | 金 | 土 |
|     |    |    | 1  | 2  | 3  | 4  |
| 5   | 6  | 7  | 8  | 9  | 10 | 11 |
| 12  | 13 | 14 | 15 | 16 | 17 | 18 |
| 19  | 20 | 21 | 22 | 23 | 24 | 25 |
| 26  | 27 | 28 | 29 | 30 | 31 |    |
|     |    |    |    |    |    |    |

| 2月 |    |    |    |    |    |    |
| 日  | 月 | 火 | 水 | 木 | 金 | 土 |
|     |    |    |    |    |    | 1  |
| 2   | 3  | 4  | 5  | 6  | 7  | 8  |
| 9   | 10 | 11 | 12 | 13 | 14 | 15 |
| 16  | 17 | 18 | 19 | 20 | 21 | 22 |
| 23  | 24 | 25 | 26 | 27 | 28 | 29 |
|     |    |    |    |    |    |    |

| 3月 |    |    |    |    |    |    |
| 日  | 月 | 火 | 水 | 木 | 金 | 土 |
| 1   | 2  | 3  | 4  | 5  | 6  | 7  |
| 8   | 9  | 10 | 11 | 12 | 13 | 14 |
| 15  | 16 | 17 | 18 | 19 | 20 | 21 |
| 22  | 23 | 24 | 25 | 26 | 27 | 28 |
| 29  | 30 | 31 |    |    |    |    |
|     |    |    |    |    |    |    |

| 4月 |    |    |    |    |    |    |
| 日  | 月 | 火 | 水 | 木 | 金 | 土 |
|     |    |    | 1  | 2  | 3  | 4  |
| 5   | 6  | 7  | 8  | 9  | 10 | 11 |
| 12  | 13 | 14 | 15 | 16 | 17 | 18 |
| 19  | 20 | 21 | 22 | 23 | 24 | 25 |
| 26  | 27 | 28 | 29 | 30 |    |    |
|     |    |    |    |    |    |    |

| 5月 |    |    |    |    |    |    |
| 日  | 月 | 火 | 水 | 木 | 金 | 土 |
|     |    |    |    |    | 1  | 2  |
| 3   | 4  | 5  | 6  | 7  | 8  | 9  |
| 10  | 11 | 12 | 13 | 14 | 15 | 16 |
| 17  | 18 | 19 | 20 | 21 | 22 | 23 |
| 24  | 25 | 26 | 27 | 28 | 29 | 30 |
| 31  |    |    |    |    |    |    |
|     |    |    |    |    |    |    |

| 6月 |    |    |    |    |    |    |
| 日  | 月 | 火 | 水 | 木 | 金 | 土 |
|     | 1  | 2  | 3  | 4  | 5  | 6  |
| 7   | 8  | 9  | 10 | 11 | 12 | 13 |
| 14  | 15 | 16 | 17 | 18 | 19 | 20 |
| 21  | 22 | 23 | 24 | 25 | 26 | 27 |
| 28  | 29 | 30 |    |    |    |    |
|     |    |    |    |    |    |    |

| 7月 |    |    |    |    |    |    |
| 日  | 月 | 火 | 水 | 木 | 金 | 土 |
|     |    |    | 1  | 2  | 3  | 4  |
| 5   | 6  | 7  | 8  | 9  | 10 | 11 |
| 12  | 13 | 14 | 15 | 16 | 17 | 18 |
| 19  | 20 | 21 | 22 | 23 | 24 | 25 |
| 26  | 27 | 28 | 29 | 30 | 31 |    |
|     |    |    |    |    |    |    |

| 8月 |    |    |    |    |    |    |
| 日  | 月 | 火 | 水 | 木 | 金 | 土 |
|     |    |    |    |    |    | 1  |
| 2   | 3  | 4  | 5  | 6  | 7  | 8  |
| 9   | 10 | 11 | 12 | 13 | 14 | 15 |
| 16  | 17 | 18 | 19 | 20 | 21 | 22 |
| 23  | 24 | 25 | 26 | 27 | 28 | 29 |
| 30  | 31 |    |    |    |    |    |
|     |    |    |    |    |    |    |

| 9月 |    |    |    |    |    |    |
| 日  | 月 | 火 | 水 | 木 | 金 | 土 |
|     |    | 1  | 2  | 3  | 4  | 5  |
| 6   | 7  | 8  | 9  | 10 | 11 | 12 |
| 13  | 14 | 15 | 16 | 17 | 18 | 19 |
| 20  | 21 | 22 | 23 | 24 | 25 | 26 |
| 27  | 28 | 29 | 30 |    |    |    |
|     |    |    |    |    |    |    |

| 10月 |    |    |    |    |    |    |
| 日   | 月 | 火 | 水 | 木 | 金 | 土 |
|      |    |    |    | 1  | 2  | 3  |
| 4    | 5  | 6  | 7  | 8  | 9  | 10 |
| 11   | 12 | 13 | 14 | 15 | 16 | 17 |
| 18   | 19 | 20 | 21 | 22 | 23 | 24 |
| 25   | 26 | 27 | 28 | 29 | 30 | 31 |
|      |    |    |    |    |    |    |

| 11月 |    |    |    |    |    |    |
| 日   | 月 | 火 | 水 | 木 | 金 | 土 |
| 1    | 2  | 3  | 4  | 5  | 6  | 7  |
| 8    | 9  | 10 | 11 | 12 | 13 | 14 |
| 15   | 16 | 17 | 18 | 19 | 20 | 21 |
| 22   | 23 | 24 | 25 | 26 | 27 | 28 |
| 29   | 30 |    |    |    |    |    |
|      |    |    |    |    |    |    |

| 12月 |    |    |    |    |    |    |
| 日   | 月 | 火 | 水 | 木 | 金 | 土 |
|      |    | 1  | 2  | 3  | 4  | 5  |
| 6    | 7  | 8  | 9  | 10 | 11 | 12 |
| 13   | 14 | 15 | 16 | 17 | 18 | 19 |
| 20   | 21 | 22 | 23 | 24 | 25 | 26 |
| 27   | 28 | 29 | 30 | 31 |    |    |
|      |    |    |    |    |    |    |

## できごと

### 1月
- 1月11日 - グランド・キャニオンが国定公園に指定
- 京都府をはじめとした近畿地方、東京に天然痘患者が拡大。1月の間で患者数1万8000人、死者6000人[1]。

### 2月
- 2月1日 - ポルトガル国王カルロス1世と皇太子ルイス・フィリペが暗殺される
- 2月18日 - 移民に関する日米紳士協約締結（排日運動により日本は米国への新規移民を禁止することを約束）

### 3月
- 3月5日 - 時事新報社がシカゴ・トリビューンの世界美人コンクールの日本予選として日本初の美人コンテストを開催。
- 3月7日 - 青函連絡船運航開始
- 3月7日夕方 - 9日夕方 - 北海道釧路地方で暴風雪（家屋倒壊により釧路町で19人、昆布森村で18人圧死）
- 3月8日 - ニューヨークで女性労働者がパンと婦人参政権を要求するデモ（国際女性デーの由来）
- 3月9日 - インテルナツィオナーレ・ミラノ創立
- 3月22日 - 東京大久保で出歯亀事件が発生
- 黒板勝美「国史の研究」

### 4月
- 4月27日 - 第4回夏季オリンピックがロンドンで開幕（〜10月31日）
- 4月28日 - 第1回ブラジル移民を乗せた笠戸丸が神戸港を出港（6月に到着）

### 5月
- 5月15日 - 第10回衆議院議員総選挙
- 5月20日 - ジャワで民族主義的政治結社ブディ・ウトモが結成
- 5月25日 - 日本とコロンビアが国交樹立

### 6月
- 6月10日 - 日新火災海上保険設立
- 6月22日 - 赤旗事件（大杉栄、荒畑寒村ら14名を検挙）
- 6月30日 - シベリアでツングースカ大爆発

### 7月
- 7月1日 - 銚子無線電信局（後の銚子無線電報サービスセンタ）開局
- 7月4日 - 第1次西園寺内閣総辞職
- 7月10日 - ヘイケ・カメルリング・オネスによって初のヘリウムの液化に成功。
- 7月14日 - 第2次桂内閣成立
- 7月23日 - オスマン帝国で青年トルコ人革命
- 7月24日 - ロンドンオリンピック: 男子マラソンでドランド・ピエトリが係員の助けを借りて最初にゴールに辿り付いたが、失格となり2着のジョニー・ヘイズが金メダル
- 7月25日 - 池田菊苗の「グルタミン酸を主要成分とせる調味料製造法」（味の素）が特許登録
- 7月26日 - アメリカ連邦捜査局設立

### 8月
- 8月1日 - 日光東照宮建造物26棟が当時の古社寺保存法に基づき特別保護建造物（文化財保護法における重要文化財に相当）となる。

- 8月7日 - ヴィレンドルフのヴィーナスが発掘される

### 9月
- 9月16日 - ゼネラルモーターズ（GM）創業（ウィリアム・C・デュラント）
- 9月19日 - グスタフ・マーラー交響曲第7番初演（プラハ）
- 9月23日 - アルバータ大学創立
- 9月27日 - 米国でフォード・モデルT完成
- 9月30日 - メーテルリンク童話劇「青い鳥」初演（モスクワ）
- 清で欽定憲法大綱発布（国会開設を公約）

### 10月
- 10月1日 - フォード・モデルT発売開始
- 10月3日 - 新聞プラウダ刊行（ウィーン亡命中のトロツキーら）
- 10月5日 - ブルガリアがオスマン帝国から独立宣言
- 10月6日 - オーストリア＝ハンガリー帝国がボスニアとヘルツェゴヴィナを併合
- 10月7日 - セルビア王国とモンテネグロ公国が反オーストリア＝ハンガリー同盟を結成
- 10月18日 - ベルギーがコンゴ自由国を併合
- 10月24日 - 日本統治下の台湾で縦貫線基隆・高雄間が全線開通
- 10月28日 - ドイツ皇帝ヴィルヘルム2世と英軍大佐エドワード・ワートリーの対談がデイリー・テレグラフ紙に掲載、問題化。（デイリー・テレグラフ事件）

### 11月
- 11月3日 - 米大統領選挙でウィリアム・タフトが勝利
- 11月10日 - 国際ギデオン協会が最初の聖書をホテルに配布
- 11月14日 - 清で光緒帝が崩御、翌日には最高権力者であった西太后も崩御
- 11月13日 - アンドリュー・フィッシャーがオーストラリア首相に就任
- 11月15日 - 「新フランス評論」創刊
- 11月22日 - 第1回日米野球
- 11月30日 - 高平・ルート協定締結（日米両国の太平洋での現状維持や清の領土保全・機会均等）
- 波多野精一「基督教の起源」

### 12月
- 12月2日 - 愛新覚羅溥儀が清の皇帝に即位
- 12月16日 - 豪華客船「オリンピック」起工
- 12月21日 - オスカー・スレイター事件起こる
- 12月22日 - 第25議会召集
- 12月28日 - メッシーナ地震発生

### 日付不詳
- 「アララギ」創刊（伊藤左千夫ら）
- 正宗白鳥『何処へ』
- 語劇の絶頂期
- 水俣村に日本窒素株式会社創設
- 中部で農民の抗税デモ
- 流刑が廃止される
- フランス山事件

## 誕生

### 1月
- 1月1日 - 寒川光太郎、小説家（+ 1977年）
- 1月1日 - アイリーン・ジョイス、ピアニスト（+ 1991年）
- 1月3日 - 篠田康雄、神職（+ 1997年）
- 1月5日 - 長岡輝子、女優（+ 2010年）
- 1月5日 - 佐藤次郎、テニス選手（+ 1934年）
- 1月6日 - スヴャトスラフ・クヌシェヴィツキー、チェリスト（+ 1963年）
- 1月9日 - シモーヌ・ド・ボーヴォワール、小説家（+ 1986年）
- 1月10日 - 伴淳三郎、お笑い芸人・俳優（+ 1981年）
- 1月12日 - 片岡弥吉、日本史学者 (+ 1980年)
- 1月15日 - エドワード・テラー、物理学者（+ 2003年）
- 1月16日 - アンドリュー・ヒューズ、俳優・貿易商（+ 1996年）
- 1月20日 - 吉識雅夫、船舶工学者（+ 1993年）
- 1月22日 - レフ・ランダウ、物理学者（+ 1968年）
- 1月26日 - ステファン・グラッペリ、ジャズ・ヴァイオリニスト（+ 1997年）

### 2月
- 2月2日 - おのちゅうこう、児童文学作家・詩人（+ 1990年）
- 2月2日 - ウェス・フェレル、メジャーリーガー（+ 1976年）
- 2月3日 - 永井隆、「長崎の鐘」・「この子を残して」の著者として有名な医学者（+ 1951年）
- 2月11日 - 勝間田清一、元日本社会党委員長（+ 1989年）
- 2月11日 - 笹村草家人、彫刻家（+ 1975年）
- 2月12日 - 塩まさる、歌手（+ 2003年）
- 2月15日 - 近藤日出造、漫画家（+ 1979年）
- 2月17日 - レッド・バーバー、アメリカの野球アナウンサーとスポーツジャーナリスト（+ 1992年）
- 2月19日 - 高橋吉雄、プロ野球選手（+ 1976年）
- 2月21日 - 加藤喜作、プロ野球選手（+ 1981年）
- 2月22日 - ジョン・ミルズ、俳優（+ 2005年）
- 2月23日 - レイ・ブラウン、野球選手（+ 1965年）
- 2月25日 - 宮川一夫、映画カメラマン（+ 1999年）
- 2月27日 - 長谷川一夫、俳優（+ 1984年）
- 2月28日 - 山川惣治、絵物語作家（+ 1992年）
- 2月29日 - マキノ雅弘、映画監督（+ 1993年）
- 2月29日 - バルテュス、画家（+ 2001年）

### 3月
- 3月1日 - 若林忠志、プロ野球選手（+ 1965年）
- 3月1日 - 菊田一夫、劇作家（+ 1972年）
- 3月1日 - 藤田省三、プロ野球選手（+ 1987年）
- 3月8日 - 桝嘉一、プロ野球選手（+ 1981年）
- 3月8日 - 宮城音弥、心理学者（+ 2005年）
- 3月14日 - モーリス・メルロー＝ポンティ、哲学者（+ 1961年）
- 3月17日 - 服部正、作曲家（+ 2008年）
- 3月21日 - 川喜多かしこ、映画文化活動家（+ 1993年）
- 3月23日 - アルヒープ・リューリカ、航空エンジニア（+ 1984年）
- 3月25日 - デヴィッド・リーン、映画監督（+ 1991年）
- 3月25日 - ガブリエル・ターヴィル＝ピーター、文学・歴史研究者（+ 1978年）
- 3月28日 - 川村琢、農学者、経済学者、経済学博士（+ 1993年）
- 3月28日 - 浅水鉄男、海軍軍人（最終階級 : 海軍大尉）（+ 1934年）
- 3月29日 - ロバート・ウェイトン[2]、スーパーセンテナリアン、ギネス世界記録保持者、世界最高齢男性（+ 2020年）
- 3月30日 - 井野川利春、プロ野球選手（+ 1976年）
- 3月30日 - 花村仁八郎、財界人（+ 1997年）

### 4月
- 4月1日 - 鈴木英、海軍軍人(最終階級:海軍中佐)・海上自衛官(最終階級:海将)（+ 1985年）
- 4月3日 - 杉浦茂、漫画家（+ 2000年）
- 4月5日 - ヘルベルト・フォン・カラヤン、指揮者（+ 1989年）
- 4月5日 - ベティ・デイヴィス、アメリカの女優（+ 1989年）
- 4月6日 - アーニー・ロンバルディ、メジャーリーガー（+ 1977年）
- 4月10日 - 古賀清志(古賀不二人)、海軍軍人(最終階級:海軍中尉) (+ 1997年)
- 4月11日 - カレル・アンチェル、指揮者（+ 1973年）
- 4月11日 - 井深大、ソニー創業者（+ 1997年）
- 4月11日 - 田中澄江、劇作家・作家（+ 2000年）
- 4月12日 - アンドレ・マルティネ、言語学者（+ 1999年）
- 4月15日 - 杉田屋守、プロ野球選手（+ 1972年）
- 4月19日 - ヨーゼフ・カイルベルト、指揮者（+ 1968年）
- 4月25日 - 木下繁、彫刻家（+ 1988年）
- 4月28日 - オスカー・シンドラー、実業家（+ 1974年）
- 4月28日 - エセル・キャサーウッド、陸上競技選手（+ 1987年）
- 4月29日 - ジャック・ウィリアムスン、小説家（+ 2006年）

### 5月
- 5月10日 - 菅谷藍、書家（+ 没年不明）
- 5月12日 - 藤田まさと、作詞家（+ 1982年）
- 5月13日 - 渡辺明、美術監督（+ 1999年）
- 5月20日 - ジェームズ・ステュアート、俳優（+ 1997年）
- 5月23日 - 糸岡富子、 スーパーセンテナリアン・世界最高齢者だった人物（+ 2024年）
- 5月23日 - ジョン・バーディーン、物理学者（+ 1991年）
- 5月25日 - 藤林甲、照明技師（+ 1979年）
- 5月26日 - 三坂耿一郎、彫刻家（+ 1995年）
- 5月28日 - イアン・フレミング、小説家（+ 1964年）
- 5月29日 - 服部四郎、言語学者（+ 1995年）
- 5月30日 - ハンス・アルヴェーン、物理学者（+ 1995年）
- 5月30日 - 戒能通孝、法学者・弁護士（+ 1975年）

### 6月
- 6月3日 - 曽我廼家明蝶、俳優（+ 1999年）
- 6月8日 - イナ・カナバッロ・ルーカス、 スーパーセンテナリアン・世界最高齢者だった人物（+ 2025年）
- 6月20日 - 黒柳守綱、ヴァイオリニスト（+ 1983年）
- 6月21日 - 島秀之助、プロ野球選手（+ 1995年）
- 6月23日 - 柳沢騰市、プロ野球選手（+ 没年不明）
- 6月24日 - フーゴー・ディストラー、作曲家（+ 1942年）
- 6月29日 - ジョン・ヘンチ、ウォルト・ディズニー・イマジニアリング副社長（+ 2004年）
- 6月29日 - ルロイ・アンダーソン、作曲家（+ 1975年）

### 7月
- 7月8日 - ネルソン・ロックフェラー、政治家、第41代アメリカ合衆国副大統領（+ 1979年）
- 7月8日 - 東山魁夷、日本画家（+ 1999年）
- 7月9日 - 朝比奈隆、指揮者（+ 2001年）
- 7月14日 - 岸盛一、元最高裁判所判事（+ 1979年）
- 7月22日 - 田中一村、日本画家（+ 1977年）
- 7月25日 - 秋野不矩、日本画家（+ 2001年）
- 7月29日 - 石破二朗、政治家（+ 1981年）

### 8月
- 8月8日 - 植草甚一、評論家（+ 1979年）
- 8月8日 - エミリオ・フロレス・マルケス、スーパーセンテナリアン、世界最高齢の男性としてギネス世界記録に認定されていた人物（+ 2021年）
- 8月23日 - アルチュール・アダモフ、劇作家（+ 1970年）
- 8月27日 - リンドン・ジョンソン、第36代アメリカ合衆国大統領（+ 1973年）
- 8月27日 - 三橋一夫、小説家（+ 1995年）
- 8月30日 - 河津清三郎、俳優（+ 1983年）
- 8月31日 - ウィリアム・サローヤン、作家（+ 1981年）
- 8月31日 - 森野米三、物理化学者（+ 1995年）

### 9月
- 9月4日 - ロベール・ギラン、ジャーナリスト（+ 1998年）
- 9月4日 - エドワード・ドミトリク、映画監督（+ 1999年）
- 9月5日 - ホアキン・ニン＝クルメル、作曲家（+ 2004年）
- 9月8日 - 坂本徳松、国際政治評論家（+ 1988年）
- 9月8日 - 津田四郎、プロ野球選手・審判員（+ 1965年）
- 9月8日 - 十朱久雄、俳優（+ 1985年）
- 9月9日 - 嶋崎重和、海軍軍人(最終階級:海軍少将) (+ 1945年)
- 9月14日 - 中村伸郎、俳優（+ 1991年）
- 9月16日 - ミルト・バンタ、脚本家（+ 1959年）
- 9月19日 - 中村哲、俳優（+ 1992年）
- 9月19日 - 吉田忠雄、実業家、YKKの創業者（+ 1993年）
- 9月21日 - 八島太郎、画家・絵本作家（+ 1994年）
- 9月22日 - 松山崇、美術監督（+ 1977年）
- 9月25日 - バッキー・ハリス、プロ野球選手（+ 1978年）
- 9月25日 - 廖承志、政治家（+ 1983年）
- 9月28日 - 藤田良雄、天文学者（+ 2013年）
- 9月30日 - ダヴィッド・オイストラフ、ヴァイオリニスト（+ 1974年）

### 10月
- 10月2日 - 増田四郎、歴史学者（+ 1997年）
- 10月3日 - 玉井正夫、撮影監督（+ 1997年）
- 10月4日 - 森喜作、農学者・実業家（+ 1977年）
- 10月5日 - ディック・ミネ、歌手（+ 1991年）
- 10月5日 - 清水将夫、俳優（+ 1975年）
- 10月11日 - カルトーラ、歌手（+ 1980年）
- 10月15日 - ジョン・ケネス・ガルブレイス、経済学者（+ 2006年）
- 10月16日 - エンヴェル・ホッジャ、元アルバニア首相（+ 1985年）
- 10月17日 - 宮本顕治、評論家・政治家・日本共産党議長（+ 2007年）
- 10月21日 - アレクサンダー・シュナイダー、ヴァイオリニスト・指揮者（+ 1993年）
- 10月22日 - ジャコモ・マンズー、彫刻家（+ 1991年）
- 10月24日 - ツゾー・ウィルソン、地球物理学者・地質学者（+ 1993年）
- 10月26日 - 松田道雄、医師・育児評論家（+ 1998年）

### 11月
- 11月3日 - ジョヴァンニ・レオーネ、第6代イタリア大統領（+ 2001年）
- 11月11日 - 沢村貞子、女優（+ 1996年）
- 11月12日 - アーモン・ゲート、ナチス・ドイツクラクフ・プワシュフ強制収容所の所長。（+ 1946年）
- 11月14日 - 南條範夫、小説家（+ 2004年）
- 11月17日 - 栗原安秀、陸軍軍人・二・二六事件の首謀者の一人 (+ 1936年)
- 11月23日 - ネルスン・ボンド、作家（+ 2006年）
- 11月26日 - レフティ・ゴメス、メジャーリーガー（+ 1989年）
- 11月27日 - 今里広記、実業家・財界人（+ 1985年）
- 11月28日 - クロード・レヴィ＝ストロース、人類学者（+ 2009年）

### 12月
- 12月8日 - 長島丸子、女優（+ 没年不詳）
- 12月10日 - オリヴィエ・メシアン、作曲家（+ 1992年）
- 12月11日 - エリオット・カーター、作曲家（+ 2012年）
- 12月11日 - マノエル・ド・オリヴェイラ、映画監督（+ 2015年[3]）
- 12月16日 - レメディオス・バロ、画家（+ 1963年）
- 12月28日 - フェリシア・ブルメンタール、ピアニスト（+ 1991年）
- 12月31日 - サイモン・ヴィーゼンタール、ナチス戦犯追跡家（+ 2005年）

## 死去

### 1月
- 1月9日 - ヴィルヘルム・ブッシュ、画家・詩人（* 1832年）
- 1月13日 - 橋本雅邦、日本画家（* 1835年）
- 1月17日 - フェルディナンド4世、トスカーナ大公（* 1835年）
- 1月22日 - アウグスト・ウィルヘルミ、ヴァイオリニスト（* 1845年）
- 1月23日 - エドワード・マクダウェル、作曲家・ピアニスト（* 1860年）
- 1月25日 - ウィーダ、小説家（* 1839年）

### 2月
- 2月1日 - カルロス1世、ポルトガル国王（* 1863年）
- 2月6日 - 柳川秀勝、常陸国鹿島郡日川砂漠の開拓者（* 1833年）
- 2月7日 - エルンスト1世、ザクセン＝アルテンブルク公国公爵（* 1826年）
- 2月15日 - 市川量造、松本城購入者（* 1844年）
- 2月18日 - パーシモン、競走馬・種牡馬（* 1893年）
- 2月19日 - 山内豊誠、土佐新田藩主・貴族院議員・華族（* 1842年）
- 2月28日 - パット・ギャレット、ガンマン（* 1849年）

### 3月
- 3月2日 - 那珂通世、歴史学者（* 1851年）
- 3月9日 - ヘンリー・ソービー、地質学者（* 1826年）
- 3月11日 - エドモンド・デ・アミーチス、作家（* 1846年）
- 3月14日 - レスター・アラン・ペルトン、発明家・大工・技術者（* 1829年）
- 3月19日 - エドゥアルト・ツェラー、哲学者・哲学史家（* 1814年）
- 3月24日 - 第8代デヴォンシャー公爵スペンサー・キャヴェンディッシュ、イギリスの政治家・貴族（* 1833年）
- 3月25日 - 岩崎弥之助、三菱財閥総帥・華族（* 1851年）

### 4月
- 4月2日 - セントサイモン、競走馬・種牡馬（* 1881年）
- 4月2日 - 毛利元敏、長府藩主（* 1849年）
- 4月7日 - 栽仁王、皇族・軍人（* 1887年）
- 4月12日 - アルトヴィグ・ドランブール、言語学者（* 1844年）
- 4月13日 - 松浦詮、平戸藩主（* 1840年）
- 4月22日 - ヘンリー・キャンベル＝バナマン、イギリスの首相（* 1836年）
- 4月23日 - 千田貞暁、広島県令・華族（* 1836年）
- 4月24日 - 津田仙、農学者・キリスト教学者（* 1837年）

### 5月
- 5月2日 - レオンス・ヴェルニー、技術者（* 1837年）
- 5月2日 - 山階宮菊麿王、皇族・軍人（* 1873年）
- 5月24日 - 安藤信勇、磐城平藩藩主（* 1849年）
- 5月29日 - グリゴリー・ゲルシューニ、社会革命党創設者（* 1870年）

### 6月
- 6月5日 - ヨーゼフ・フランツ・ワーグナー、作曲家（* 1856年）
- 6月15日 - 大道長安、曹洞宗の僧（* 1843年）
- 6月15日 - 川上眉山、小説家（* 1869年）
- 6月20日 - ニコライ・イグナチェフ、政治家・外交官（* 1832年）
- 6月21日 - ニコライ・リムスキー＝コルサコフ、作曲家（* 1844年）
- 6月23日 - 国木田独歩、小説家・詩人（* 1871年）
- 6月24日 - グロバー・クリーブランド、アメリカ合衆国大統領（* 1837年）

### 7月
- 7月1日 - 児島惟謙、大審院長・貴族院議員・衆議院議員（* 1837年）
- 7月3日 - ジョーエル・チャンドラー・ハリス、ジャーナリスト（* 1848年）
- 7月12日 - 松平定敬、桑名藩主（* 1847年）
- 7月17日 - 得能関四郎、武士・剣術家（* 1842年）
- 7月20日 - フェデリコ・チュエカ、作曲家（* 1846年）

### 8月
- 8月8日 - ヨゼフ・マリア・オルブリッヒ、建築家（* 1867年）
- 8月20日 - 三好退蔵、検事総長・大審院長（* 1845年）
- 8月25日 - アンリ・ベクレル、物理学者・ノーベル物理学賞受賞者（* 1852年）
- 8月30日 - ジョヴァンニ・ファットーリ、画家・版画家（* 1825年）

### 9月
- 9月10日 - 佐藤貞幹、自由民権運動家（* 1852年）
- 9月20日 - パブロ・デ・サラサーテ、作曲家・ヴァイオリニスト（* 1844年）
- 9月21日 - アーネスト・フェノロサ、哲学者（* 1853年）

### 10月
- 10月7日 - ヨハネス・ポンペ・ファン・メーデルフォールト、医師（* 1829年）
- 10月16日 - 矢頭良一、発明家（* 1878年）
- 10月18日 - 野津道貫、武士・軍人・教育総監（* 1841年）
- 10月26日 - 榎本武揚、幕臣・逓信大臣・外務大臣・文部大臣・農商務大臣・華族（* 1836年）
- 10月29日 - 謝花昇、自由民権運動主導者（* 1865年）

### 11月
- 11月1日 - エドワード・ケアード、哲学者・神学者（* 1835年）
- 11月5日 - アンドリュー・グラハム、天文学者（* 1815年）
- 11月7日 - ブッチ・キャシディ、アウトロー・ガンマン（* 1866年）
- 11月8日 - ウィリアム・エドワード・エアトン、物理学者（* 1847年）
- 11月13日 - 光緒帝、清朝皇帝（* 1871年）
- 11月15日 - 西太后、咸豊帝の妃・同治帝の母（* 1835年）
- 11月20日 - アルベルト・ディートリヒ、作曲家・指揮者（* 1829年）
- 11月25日 - 稲垣満次郎、外交官（* 1861年）
- 11月27日 - アルベール・ゴードリー、地質学者・古生物学者（* 1827年）
- 11月27日 - 星野長太郎、実業家・衆議院議員（* 1845年）
- 11月30日 - 西ノ海嘉治郎、大相撲力士（* 1855年）

### 12月
- 12月12日 - 岡沢精、軍人・華族（* 1844年）
- 12月17日 - 井上光、軍人・華族（* 1851年）

### 日付不詳
- 日付不詳 - 日正、不受不施派の僧（* 1829年）
- 日付不詳 - アレクセイ・ハンスキイ、天文学者（* 1870年）

## ノーベル賞
- 物理学賞 - ガブリエル・リップマン (Gabriel Lippmann)
- 化学賞 - アーネスト・ラザフォード (Ernest Rutherford)
- 生理学・医学賞 - イリヤ・メチニコフ (Ilya Ilyich Mechnikov)、パウル・エールリヒ (Paul Ehrlich)
- 文学賞 - ルドルフ・クリストフ・オイケン (Rudolf Christoph Eucken)
- 平和賞 - フレデリック・バイエル (Klas Pontus Arnoldson Fredrik Bajer)、ポントゥス・アルノルドソン (Klas Pontus Arnoldson)